# Semonides
Semonides von Amorgos (auch Simonides) war ein griechischer Jamben-Dichter des 7./6. Jahrhunderts v. Chr.
Der auf Samos geborene Dichter erhielt seinem Beinamen von Amorgos vermutlich deshalb, weil er in führender Position an der Gründung der Kolonie Minoa auf der Insel Amorgos beteiligt gewesen sein soll. Sein Werk soll zwei Bücher mit Jamben, außerdem auch Elegien umfasst haben. Nur etwa 30 Fragmente sind erhalten geblieben, darunter der sogenannte „Weiber“-Jambus, der mit offen misogyner Tendenz verschiedene Kategorien von Frauen mit ihren jeweiligen Untugenden vorführt.